# Prison de Palmyre
La prison de Palmyre — aussi appelée la prison de Tadmor — est un lieu de détention situé à Tadmor, en Syrie. Au cours des années 1980 et 1990, elle est la principale prison utilisée par le régime de Hafez el-Assad pour enfermer les opposants politiques, principalement des membres des Frères musulmans, ainsi que des communistes. Des milliers de personnes y trouvent la mort, sous la torture, lors d'exécutions capitales ou pendant le massacre du 27 juin 1980. Fermée en 2001, puis rouverte en 2011, la prison est détruite le 30 mai 2015 par les djihadistes de l'État islamique.

## Historique

### Fondation
La prison est construite par les Français dans les années 1920 au cours de leur mandat en Syrie.

### Tortures et conditions de détention
Sous le régime de Hafez el-Assad, la prison de Palmyre est considérée comme la plus dure de Syrie. Selon un rapport d'Amnesty International publié le 18 septembre 2001 : « La prison militaire de Tadmor semble avoir été conçue pour infliger aux détenus des souffrances et une humiliation maximales, pour les terroriser et pour briser leur moral en les maintenant sous une surveillance stricte. Non seulement les détenus sont coupés du monde extérieur, mais il leur est également interdit de communiquer entre eux. Ils sont déshumanisés dans tous les aspects de la vie quotidienne ».
Régulièrement des prisonniers sont torturés après avoir été choisis par hasard, afin de maintenir un climat de terreur au sein de la prison. Ces derniers peuvent être insérés dans des pneus et frappés sur la plante des pieds ou bien être suspendus au plafond et fouettés avec des câbles. Les détenus ne bénéficient que d'une trentaine de minutes par jour à l'air libre et ont interdiction de regarder les gardiens ou les autres détenus dans les yeux,. De nombreux détenus succombent sous les tortures et des exécutions capitales ont lieu deux fois par semaine,. On parle de milliers d'opposants politiques qui seraient morts ainsi sous le règne d'Hafez el-Assad.
Plusieurs rescapés de Palmyre ont publié des témoignages sur leurs conditions de détention : Yassin al-Haj Saleh, membre du Parti communiste syrien, emprisonné près d'une année à Palmyre, en 1996 ; Aram Karabet, également membre du parti communiste, qui passe six ans à Palmyre ; Moustafa Khalifé, un chrétien grec-catholique, pourtant accusé d'être membre des Frères musulmans, passe 13 ans à Palmyre, de 1981 à 1994, ; et le poète Faraj Bereqdar, qui qualifie le lieu de « royaume de la mort et de la folie ». l'écrivain palestinien Salameh Kaileh, détenu de 1998 à 2000 affirme :« Il est tout à fait injuste d'appeler cela une prison. Dans une prison, vous avez des droits fondamentaux, mais à Tadmor, vous n'avez rien. Il ne vous reste que la peur et l'horreur ».
En 2015, Yassin al-Haj Saleh, témoigne dans Orient XXI : « Contrairement à d’autres prisons syriennes, [...] les prisonniers à Palmyre étaient surveillés d’en haut, à travers des ouvertures faites dans le plafond des cellules. [...] Nous étions obligés de nous allonger 12 heures par jour en hiver, 11 heures en été, exclusivement sur le côté et immobiles, les yeux bandés. [...] Les islamistes étaient bien plus mal accueillis que nous. À notre arrivée, chacun de nous a reçu 100 coups appliqués avec un câble à quadruple épaisseur. Il s’agissait de nous fouetter la plante des pieds à l’aide de ce câble composé de quatre autres fabriqués dans le caoutchouc des roues des véhicules et tressés ensemble. Ce supplice nous était infligé alors que nous avions les mains liées dans le dos et que nos corps étaient pliés et enserrés dans une roue, les pieds vers le haut. Mais le « tarif » pour les islamistes à leur arrivée était de 500 coups, certains pouvant être mortels. [...] Nous subissions des sévices de manière aléatoire, sans motif particulier et à n’importe quel moment. [...] On pouvait nous administrer plusieurs dizaines de coups de câbles après nous avoir attachés à la roue ou alors directement à même la peau de nos dos nus. On pouvait aussi nous obliger à ramper sur le sol en ciment dur de la salle rattachée à la cellule, en nous servant de nos coudes et genoux. [...] Il nous était interdit de recevoir des visites ou de l’argent. [...] Nous avions faim la plupart du temps. Certaines matinées, notre petit déjeuner se résumait à quatre fèves par personne. Il n’en était pas toujours ainsi, mais la nourriture était maigre tout le temps. Les prisonniers islamistes utilisaient le fil pour couper en deux ou trois l’œuf dur qu’on leur donnait, par souci d’égalité entre les parts ».
Une vingtaine de détenus libanais, qui s'étaient opposés à la présence syrienne au Liban, témoignent dans le film documentaire Palmyre (film) (2016), tout en jouant leur propre rôle ainsi que celui de leurs geôliers.

### Le massacre du 27 juin 1980
Le 26 juin 1980, alors que le pays est en proie à une insurrection des Frères musulmans, le président syrien Hafez el-Assad échappe de justesse à une tentative d'assassinat,. Le lendemain, le régime syrien commet en représailles le massacre de la prison de Palmyre,. Des membres des Brigades de Défense (en) menées par le frère du président, Rifaat el-Assad, se rendent à Palmyre et massacrent entre 500 et 1 000 détenus de la prison, majoritairement liés aux Frères musulmans. Certains prisonniers sont fusillés directement dans les dortoirs. D'autres, sous prétexte de leur libération, sont rassemblés à l'extérieur et mitraillés par des hélicoptères.

### Guerre civile syrienne
La prison est fermée en 2001 mais elle est rouverte au début de la guerre civile syrienne, le 15 juin 2011. Ce jour-là, 350 civils arrêtés pour avoir participé à des manifestations contre le gouvernement y sont transférés. En décembre 2011, selon Human Rights Watch, 2 500 personnes sont emprisonnées à Palmyre.
La journalise Garance Le Caisne la qualifie alors de « complexe concentrationnaire » et de « bagne ».
En mai 2015, Palmyre est attaquée par les djihadistes de l'État islamique. Ces derniers entrent dans la ville le 16 mai et s'emparent de la prison dans la nuit du 20 au 21,. Avant la chute de la ville, les détenus sont cependant transférés vers d'autres lieux de détention. Le 21 mai, Palmyre tombe entièrement aux mains des djihadistes et le 30 mai 2015, l'État islamique détruit la prison. Avant de la faire exploser, l'organisation djihadiste diffuse sur les réseaux sociaux des photos de l'intérieur de la prison, alors qu'aucune ONG n'avait jamais pu y pénétrer. Selon Wassim Nasr, journaliste de France 24 : « à Palmyre, le but de l'EI a toujours été la prison. En la détruisant, ils se posent en libérateurs de l’oppression du régime des Assad, ce qui est conforme à leur stratégie ». L'opposition syrienne et d'anciens détenus de Palmyre ont regretté cette destruction, qui effaçait toute trace des crimes du régime syrien, « une aubaine pour le régime », selon Garance Le Caisne, « un énorme service au régime d'esclavage d'Assad » pour Yassin al-Haj Saleh,,,.

## Anciens détenus notables
- Yassin al-Haj Saleh, écrivain et militant
- Aram Karabet,
- Moustafa Khalifé, écrivain
- Faraj Bereqdar, poète[15]
- Salameh Kaileh
- Mohammed Berro, écrivain[15]

## Annexe

### Filmographie
- Palmyre (film), film documentaire libanais consacré à la prison, réalisé par Lokman Slim et Monika Borgmann en 2016.